# Lactuca tuberosa
Lactuca tuberosa — вид рослин із родини айстрових (Asteraceae).

## Середовище проживання
Зростає у Європі й Західній Азії (Македонія, Болгарія, Греція (у т. ч. Кікладес, Крит, Східні Егейські острови (у т. ч. Родос), Україна (у т. ч. Крим), Північний Кавказ, Грузія, Вірменія, Азербайджан, Туреччина, Кіпр, Іран, Ірак, Ізраїль, Йорданія, Ліван, Оман, Сирія).